# Gasteracantha scintillans
Gasteracantha scintillans är en spindelart som beskrevs av Butler 1873. Gasteracantha scintillans ingår i släktet Gasteracantha och familjen hjulspindlar. Inga underarter finns listade i Catalogue of Life.